# سیارک ۱۵۳۰۱
سیارک ۱۵۳۰۱ (به انگلیسی: ۱۵۳۰۱ Marutesser، نامگذاری:۱۹۹۲SC۲) پانزده هزار و سیصد و یکمین سیارک کشف شده‌است که در ۲۱ سپتامبر ۱۹۹۲ کشف شد.
قدر مطلق سیارک برابر ۲۲.۴ است.